# 對齊
在文字排版中，對齊（英語：Alignment）是文字或圖片依照頁面、欄位、表格或tab鍵的排列方法。

## 基本分類
主要有五種不同的對齊方法：
- 靠左對齊：文字靠齊左側邊界
- 靠右對齊：文字靠齊右側邊界
- 两端對齊：文字同時靠齊左側及右側邊界，字母或文字間的間距會跟著拉開以對齊右側邊界
- 置中對齊：文字不靠齊左右側邊界，而是左右側對著文件中間點靠攏
- 分散對齊：文字不論末行與否，全部貼緊左右側邊界

特別注意的是，以上的對齊方式並不會改變文字閱讀方向。

### 靠左對齊
世界上諸多語言如英語，都是從左到右書寫，文字對齊方式大都為「靠左對齊」，意指段落文字貼齊左側邊界，右側則依據文字長度留下空白，此為全球資訊網的預設對齊方式。靠左對齊是閱讀長文章的最佳對齊方式，如小說以及其他不設欄位的文本。另外，引言通常會以縮排的方式呈現。
如果C、O、A、V和T等字母位於行首，那麼需要額外向左移一些。

### 靠右對齊
在其他（如阿拉伯文或希伯來文等）從右到左書寫的語言，文字排列方式為「靠右對齊」。另外，英語也會使用此對齊方式，例如書籍或雜誌中作者將其書獻給某人的引言，或是某些表格資料的排版。

### 两端對齊
出版業中最常見的排版方式為两端對齊。此方式的文字間距會拉開，以便讓文字貼齊左側及右側邊界，但段落的末行則不套用此對齊方式，而保留靠左或靠右對齊的方式（依據不同的語言決定）。
一些現代的排版軟體會提供四種两端對齊方式：左側左右對齊、右側左右對齊、置中左右對齊和完全左右對齊，這些對齊方式只作用於末行，使成靠左、靠右、置中或分散對齊（見下）。在沒有這些功能的軟體中，左右對齊指的是左側左右對齊。

### 置中對齊
置中對齊是以對稱的方式依著欄位的中間點對齊，這種對齊方式經常用在文件、詩或歌曲的標題，其與靠右對齊一樣也來呈現表格內的資料。如果是多行的文章時，置中對齊是對讀者來說是很吃力的，因為其會妨礙讀者找尋下一行的起始點。

### 分散對齊
分散對齊與左右對齊類似，差別在末行的對齊方式。左右對齊的末行大多仍貼緊左側，然而分散對齊的末行仍然會貼緊左側和右側的邊界，所以末行的字元間距相當的寬鬆。

## 特殊tab鍵對齊方式
Tab键对齐方式中有时候会以某个特定的字符（如小数点）作为对齐的基准，如下例：
```
375.87
 23.678
389.3
```